# بسارین (دهانه)
بسارین یک دهانه برخوردی در ماه‌ است.

## دهانه‌های اقماری
این دهانه ۹ دهانه اقماری دارد.
| Bessarion | عرض جغرافیایی | طول جغرافیایی | قطر          |
| --------- | ------------- | ------------- | ------------ |
| A         | ۱۷.۱° N       | ۳۹.۸° W       | ۱۳.۰ کیلومتر |
| C         | ۱۶.۰° N       | ۴۲.۶° W       | ۹.۰ کیلومتر  |
| B         | ۱۶.۸° N       | ۴۱.۷° W       | ۱۲.۰ کیلومتر |
| E         | ۱۵.۴° N       | ۳۷.۳° W       | ۸.۰ کیلومتر  |
| D         | ۱۹.۸° N       | ۴۱.۷° W       | ۹.۰ کیلومتر  |
| G         | ۱۴.۹° N       | ۴۰.۳° W       | ۴.۰ کیلومتر  |
| H         | ۱۵.۳° N       | ۴۱.۴° W       | ۵.۰ کیلومتر  |
| W         | ۱۶.۷° N       | ۳۶.۹° W       | ۳.۰ کیلومتر  |
| V         | ۱۵.۰° N       | ۳۵.۰° W       | ۳.۰ کیلومتر  |